# Pongo pygmaeus pygmaeus
O Pongo pygmaeus pygmaeus ou orangotango-do-noroeste-do-bornéu é uma das três subespécies do Orangotango-de-bornéu. Podem ser encontradas populações nas províncias de Kalimantan Central, Kalimantan Ocidental e Sarawak (Indonésia e Malásia).